# Бергельсон Давид Рафаїлович
Давид Рафаїлович Бергельсон (12 серпня 1884, Охрімове, Уманський повіт, Київська губернія, Російська імперія — 12 серпня 1952) — радянський єврейський письменник.

## Життєпис
Народився 12 серпня 1884 року в Охрімовому, Уманський повіт, Київська губернія, Російська імперія. Був сином торговця зерном. Осиротів у віці 9 років. Після смерті матері у 1898 році, жив зі своїм старшим братом в Одесі, Києві та Варшаві.
Здобув освіту у традиційному хедері та у привітному світському навчальному закладі. 
У 1909 році у Варшаві дебютував із повістю «Arum vokzal» (пер. — «Навколо вокзалу»). Після цього здебільшого писав мовою їдиш. 
У 1917 — член Української Центральної Ради від Об'єднаної єврейської соціалістичної робітничої партії. Один із ініціаторів та засновників культурно-просвітницької організації «Культур-Ліга». Під редакцією Давида Бергельсона виходили альманахи Культур-Ліги «Eygns» (пер. — «Наше власне») та «Oyfgang» (пер. — «Заграва»).
У 1920 році переїхав у Берлін, де був одним зі співзасновників журналу «Milgroym» разом із Дер Ністером. Також був одним з ініціаторів часопису «In Shpan», де пропагував ідеї революції. 
Протягом Другої світової війни був членом Єврейського антифашистського комітету. У цей період публікував свої твори у газеті Єврейського антифашистського комітету «Ейнікайнт» (пер. — «Об'єднання»). 
Заарештований 12 серпня 1952 року, разом з іншими їдишськими письменниками-активістами. Розстріляний у числі провідних діячів Єврейського антифашистського комітету, Перецом Маркішем, Іцик Фефером, Давидом Гофштейном. 

## Твори
Одне з перших оповідань — «Toib» (пер. — «Глухий», 1907), де розкривається тема життя інтелігенції після поразки революції 1905 року відображено у творах «По всьому» (1913) та «Відхід» (1920).
Роман «Міра справедливості» (1929) та оповідання з книги «Бурхливі дні» (1927) присвячені революції та громадянській війні. Відомий твір — двотомна історична епопея «Над Дніпром» (1932–1940) про революційну боротьбу в роки першої російської революції.
Тему соціалістичного будівництва висвітлював у творах «Біробіджанці» (1934), «Серед живих людей» (1946), «Нові оповідання» (1947).
Перша збірка творів Давида Бергельсона «Naye derrsailungen» (пер. — «Наші оповідання») вийшла друком у 1961 році. 